# Leonie Jenning
Leonie Jenning (* 1998 in Berlin) ist eine deutsche Schauspielerin, Regisseurin, Dramaturgin und Autorin.

## Ausbildung
Jenning machte 2014 Abitur an der Rosa-Luxemburg-Oberschule in Berlin-Pankow und studierte im Anschluss an der Humboldt-Universität zu Berlin Philosophie und Ethik im Hauptfach mit Deutsch im Nebenfach auf Bachelor. Seit Oktober 2018 studiert Jenning Theaterdramaturgie auf Master an der Hochschule für Schauspielkunst Ernst Busch (HfS) und arbeitet als freie Regisseurin, Dramaturgin und Autorin in Berlin.

## Leben und Wirken
Seit 2011 engagierte sich Leonie Jenning beim P14, dem Jugendtheater der Volksbühne Berlin, wo sie anfangs nur als Schauspielerin und später auch als Regisseurin mitwirkte.
In der ersten Staffel der im Auftrag des Hessischen Rundfunks in Kooperation mit dem Rundfunk Berlin-Brandenburg für den KiKA produzierten Jugendserie Durch die Wildnis – Das Abenteuer deines Lebens gehörte sie 2012 zu den Jugendlichen, die die gestellten Herausforderungen zu bestreiten hatten. Im folgenden Jahr wirkte sie im Kurzspielfilm Jetzt Jetzt Jetzt mit. Neben ihren zahlreichen Theaterauftritten hatte Jenning 2017 eine Episodenrolle in der TV-Serie Der Kriminalist – Mutter des Sturms. Regie führte sie im selben Jahr mit Martha von Mechow im Theaterstück „Sabotage Camouflage, Wir glauben Ihnen kein Wort!“. TV-Präsenz hatte sie wieder 2019 in dem Spielfilm Weitermachen Sanssouci, einer Satire über den zwischen Drittmittelwahn und Evaluierungszwang gefangenen Universitätsbetrieb, die vom rbb für Das Erste produziert wurde. 2019 war auch das Jahr, in dem sie in zahlreichen Theaterproduktionen als Dramaturgin wirkte. In Family of the Year, einem mittellangen Spielfilm, war Jenning 2020 für das Drehbuch und die Stoffentwicklung verantwortlich.

## Filmografie (Auswahl)
- 2011: Durch die Wildnis – Das Abenteuer deines Lebens (Fernsehsendung, 20 Folgen)
- 2013: Jetzt Jetzt Jetzt (Fernsehfilm)
- 2017: Der Kriminalist – Mutter des Sturms (Fernsehserie)
- 2019: Weitermachen Sanssouci
- 2022: L'état et Moi – Der Staat und ich (Kinofilm)
- 2023: Die ängstliche Verkehrsteilnehmerin (Kinofilm)
- 2024: Wo keine Götter sind, walten Gespenster (Kinofilm)

## Theater (Auswahl)

### Schauspielerin
- 2011: My Feelings For You Have Never Been Real (P14 – Volksbühne Berlin, Regie: Jan Koslowski)
- 2012: AH' Similare! Eine unkrittische Milieustudie (P14 – Volksbühne Berlin, Regie: Jan Koslowski)
- 2013: Das Duell (Volksbühne Berlin, Regie: Frank Castorf)
- 2016: Drück auf die Tube, Baby! – Looking back (Volksbühne Berlin, Regie: Jan Koslowski)
- 2016: Judith (Volksbühne Berlin, Regie: Frank Castorf)
- 2018: Liberté (Rolle: Mademoiselle de Jensling, Volksbühne Berlin, Regie: Albert Serra)
- 2018: Die Drei Milliarden Schwestern (Rolle: Olga, Volksbühne Berlin, Regie: Bonn Park)
- 2019: Die Alleinseglerin segelt allein (Rolle: Zanny Zschoche, Ballhaus Ost, Regie: Jan Koslowski, Hannah Dörr)
- 2022: LAVORI IN CORSO (Rolle: Carl, Volksbühne am Rosa-Luxemburg-Platz, Regie: Jan Koslowski)
- 2025: TRUEMMER (Rolle: Helga Debeaux, Ballhaus Ost, Regie: Jan Koslowski, Marlene Kolatschny)

### Regie
- 2015: Lena&Leonce – Wie der Kosmos das Chaos suchte und nicht fand. (P14 Jugendtheater)
- 2017: Sabotage Camouflage, Wir glauben Ihnen kein Wort! (P14 Jugendtheater, Text mit Martha von Mechow)
- 2018: Hyperemotional Family (Berliner Ringtheater)
- 2018: Ich steh schon derbe lang auf dich (P14 Jugendtheater)
- 2021: Letzter Stand I. allos autos (Volksbühne am Rosa-Luxemburg-Platz)
- 2023: StEcHeN uNd stErBen (Volksbühne am Rosa-Luxemburg-Platz)
- 2023: Kosmos #1: ZUNGEN BRECHEN (Theater Magdeburg)

### Dramaturgie
- 2019: I hate being bipolar – It's Awesome (HfS)
- 2019: I spit on my grave – Im Sommerloch des Horrors (P14 Jugendtheater)
- 2019: Family of the Year (Ballhaus Ost)
- 2019: Sunshine Champagner (Berliner Ringtheater)
- 2021: Farn Farn Away (HfS)
- 2025: Conni & Clyde (Volksbühne am Rosa-Luxemburg-Platz)